# Миланка Опачић
Миланка Опачић (Загреб, 17. април 1968) је хрватска политичарка српске националности. Била је потпредседница Владе Републике Хрватске и министарка социјалне политике и младих. Била је потпредседница Социјалдемократске партије Хрватске.
За посланика у Хрватском сабору изабрана је 1992, 2000, 2003, 2007. и 2011. године.

## Биографија
Основну и средњу школу завршила је у Загребу. Дипломирала је политикологију на Факултету политичких наука у Загребу 1991. године.
Била је чланица удружења за злостављану и занемарену децу „Храбри телефон“ од 2003. до 2011. године. Радом у Удружењу упознала је четворогодишњу девојчицу Лану коју је касније усвојила.

### Политичка каријера
У Хрватски сабор први пут је изабрана на парламентарним изборима 1992. године у квоти за припаднике српске националне мањине одређеној према изборном закону.
Године 1992. постаје чланица Дирекције СДП-а, а потом је у два мандата била потпредседница Главног одбора СДП-а. Политичком успону Миланке Опачић и Сњежане Бига-Фригановић највише је допринео Ивица Рачан још 1992. године. Рачан је знао рећи како је Миланка Опачић прва политичарка српске националности која је говорила на неком већем предизборном скупу, а да су јој окупљени аплаудирали. Било је то 1995. године на Тргу бана Јелачића у Загребу.
Други пут за посланика у Сабору изабрана је на парламентарним изборима 2000. године. Током мандата била је председница Одбора за равноправност полова и чланица Одбора за законодавство и Мандатно-имунитетне комисије.
На парламентарним изборима 2003. године трећи пут је изабрана за посланика у Сабору. Током мандата била је потпредседница Одбора за рад, социјалну политику и здравство као и чланица Одбора за породицу, омладину и спорт. После смрти Рачана крајем априла 2007. године изабрана је за председницу Посланичког клуба СДП-а до краја сазива Сабора. Годину дана касније изабрана је за потпредседницу СДП-а.
На парламентарним изборима 2007. године четврти пут изабрана је за посланика у Сабору. Током мандата била је потпредседница Посланичког клуба Социјалдемократске партије (СДП) и саборског Одбора за породицу, омладину и спорт. На 11. конвенцији СДП-а, која је одржана 2008. године, изабрана је по други пут за потпредседницу СДП-а.
На парламентарним изборима 2011. године поново је изабрана у Сабор. После избора мандат за састављање хрватске Владе поверен је Зорану Милановићу, кандидату Кукурику коалиције, који ју је именовао за потпредседницу Владе и министарку социјалне политике и младих 23. децембра 2011. године.
На 12. конвенцији СДП-а, која је одржана 2. јуна 2012. године, изабрана је по трећи пут за потпредседника СДП-а заједно с Комадином, Марасом и Рајком Остојићем као и у председништво Странке.
Септембра 2018. напустила је СДП и учланила се у Бандић Милан 365 - странка рада и солидарности августа 2019. године.
Током прве половине 2020. године повукла се из активне политике, тек симболично учествујући на изборној листи станке Бандић Милан 365 - странка рада и солидарности на парламентарним изборима одржанима исте године.